# КУД „Вез” Медвеђа
Културно уметничко друштво Вез у Медвеђи основано је 2010. године Одлуком Скупштине општине Медвеђа.

## О друштву
Културно уметничко друштво "Вез" настало је из фолклорне секције Основне школе "Горња Јабланица" у Медвеђи. Током година број чланова се повећавао, тако да их има 50 и то су ученици Основне и Средње школе у Медвеђи. Основни циљ  овог друштва је неговање традиције и народног стваралаштва. КУД "Вез" учествује у свим организацијама и манифестацијама приликом обележавања јубилеја, значајних датума локалне, националне и светске историје и културе. 

## Гостовања
Претходних година друштво је учествовало на такмичењима и манифестацијама које организују суседне општине.Одазива се на све позиве широм Србије.Значајан је наступ у  емисији "Шљивик" Радио-телевизије Србије, као и гостовање у братској општини Плужане у Црној Гори.